# Kecamatan Labuhan Haji Timur
Kecamatan Labuhan Haji Timur (indonesiska: Labuhan Haji Timur) är ett distrikt i Indonesien.   Det ligger i provinsen Aceh, i den västra delen av landet, 1 500 km nordväst om huvudstaden Jakarta.